# Move Along (singolo)
Move Along è un brano musicale del gruppo alternative rock statunitense The All-American Rejects, pubblicato nel 2006 come secondo singolo estratto dall'omonimo album Move Along, edito nello stesso anno.